# Copa Panamericana de Voleibol Femenino de 2023
La Copa Panamericana de Voleibol Femenino de 2023 fue la XX edición de este torneo de selecciones nacionales femeninas de voleibol pertenecientes a la NORCECA y a la Confederación Sudamericana de Voleibol (CSV). Se llevó a cabo del 4 al 14 de agosto de 2023 en Ponce (Puerto Rico) y fue organizado por la Federación Puertorriqueña de Voleibol bajo la supervisión de la Unión Panamericana de Voleibol.
Todos los partidos se disputaron en el auditorio Juan “Pachín” Vicéns de la ciudad de Ponce. Fue la segunda vez que Puerto Rico alojó la competencia femenina, tras la edición de 2006. El torneo otorgó plazas para los Juegos Panamericanos de 2023 para los equipos de NORCECA que aún no hubiesen clasificado a la competencia.

## Equipos participantes
NORCECA (Confederación del Norte, Centroamérica y del Caribe):
- Canadá
- Costa Rica
- Cuba
- Estados Unidos
- México
- Puerto Rico (local)
- República Dominicana
- Surinam

CSV (Confederación Sudamericana de Vóley):
- Argentina
- Colombia
- Chile
- Perú

La selección de Cuba había confirmado su participación días antes del comienzo de la competencia debido a un problema de visados, sin embargo el 5 de agosto NORCECA anunció que por motivo de no haber completado sus trámites de inmigración el equipo no participaría en la competencia, al igual que el seleccionado de Surinam, varado en Guayana debido a la cancelación de su vuelo.

### Conformación de los grupos
Para la conformación de los grupos las doce selecciones participantes fueron distribuidas en dos grupos de seis equipos. Puerto Rico, por su condición de anfitrión, fue asignado directamente como una de las cabezas de serie y tuvo el derecho de elegir el grupo al cual pertenecer, tomando la opción del grupo B. El resto de equipos fue repartido en los dos grupos mediante el uso del sistema serpentín y de acuerdo a su ubicación en el ranking FIVB vigente, con el equipo mejor posicionado del ranking como la cabeza de serie de grupo A.
Los grupos quedaron conformados de la siguiente manera
| Grupo A                                                                | Grupo B                                                                                    |
| ---------------------------------------------------------------------- | ------------------------------------------------------------------------------------------ |
| Estados Unidos (2) Colombia (17) Canadá (12) Perú (24) Costa Rica (46) | Puerto Rico (Anfitrión) (14) República Dominicana (9) México (21) Argentina (22) Chile (-) |

### Modo de disputa
El orden final en la fase de grupos estuvo determinado por:
- Número de partidos ganados
- En caso de empate en cantidad de partidos ganados, puntos obtenidos por cada equipo

En caso de que se mantuviese la paridad, el desempate se determinó via 
- Proporción de puntos ganados/perdidos
- Proporción de sets ganados/perdidos
- Resultado del último partido entre los equipos empatados

Los partidos ganados por 3–0 otorgaron 5 puntos al ganador, 0 puntos al perdedor; aquellos ganados por 3–1 dieron 4 puntos al ganador y 1 punto al perdedor. Los partidos ganados 3–2, por su parte, otorgaron 3 puntos al ganador y 2 puntos al perdedor.

## Resultados

### Grupo A
|     |                | Partidos | Partidos | Partidos |     | Sets | Sets | Sets  | Puntos | Puntos | Puntos |
| Pos | Equipo         | PJ       | PG       | PP       | Pts | SG   | SP   | Ratio | PG     | PP     | Ratio  |
| --- | -------------- | -------- | -------- | -------- | --- | ---- | ---- | ----- | ------ | ------ | ------ |
| 1º  | Estados Unidos | 4        | 4        | 0        | 20  | 12   | 0    | MAX   | 300    | 206    | 1.456  |
| 2º  | Colombia       | 4        | 3        | 1        | 12  | 9    | 6    | 1.500 | 332    | 290    | 1.144  |
| 3º  | Canadá         | 4        | 2        | 2        | 9   | 7    | 8    | 0.875 | 314    | 317    | 0.990  |
| 4º  | Perú           | 4        | 1        | 3        | 9   | 7    | 9    | 0.777 | 327    | 331    | 0.987  |
| 5º  | Costa Rica     | 4        | 0        | 4        | 0   | 0    | 12   | 0.000 | 171    | 300    | 0.570  |

| 6 de agosto 14:00 | Estados Unidos | 3 : 0                           | Costa Rica | Auditorio Juan Vicéns, Ponce, Puerto Rico |  |
|                   |                | ( 25-12, 25-12, 25-17 ) Reporte |            |                                           |  |

| 6 de agosto 18:00 | Colombia | 3 : 1                                  | Canadá | Auditorio Juan Vicéns, Ponce, Puerto Rico |  |
|                   |          | ( 25-19, 25-20, 24-26, 25-19 ) Reporte |        |                                           |  |

| 7 de agosto 14:00 | Canadá | 3 : 0                           | Costa Rica | Auditorio Juan Vicéns, Ponce, Puerto Rico |  |
|                   |        | ( 25-12, 25-17, 25-15 ) Reporte |            |                                           |  |

| 7 de agosto 16:00 | Estados Unidos | 3 : 0                           | Perú | Auditorio Juan Vicéns, Ponce, Puerto Rico |  |
|                   |                | ( 25-23, 25-20, 25-23 ) Reporte |      |                                           |  |

| 8 de agosto 14:00 | Perú | 3 : 0                           | Costa Rica | Auditorio Juan Vicéns, Ponce, Puerto Rico |  |
|                   |      | ( 25-15, 25-19, 25-18 ) Reporte |            |                                           |  |

| 8 de agosto 16:00 | Colombia | 0 : 3                           | Estados Unidos | Auditorio Juan Vicéns, Ponce, Puerto Rico |  |
|                   |          | ( 14-25, 21-25, 19-25 ) Reporte |                |                                           |  |

| 9 de agosto 14:00 | Colombia | 3 : 0                          | Costa Rica | Auditorio Juan Vicéns, Ponce, Puerto Rico |  |
|                   |          | ( 25-13, 25-12, 25-9 ) Reporte |            |                                           |  |

| 9 de agosto 16:00 | Canadá | 3 : 2                                        | Perú | Auditorio Juan Vicéns, Ponce, Puerto Rico |  |
|                   |        | ( 25-22, 25-21, 22-25, 13-25, 15-6 ) Reporte |      |                                           |  |

| 10 de agosto 14:00 | Colombia | 3 : 2                                         | Perú | Auditorio Juan Vicéns, Ponce, Puerto Rico |  |
|                    |          | ( 18-25, 21-25, 25-20, 25-17, 15-10 ) Reporte |      |                                           |  |

| 10 de agosto 18:00 | Canadá | 0 : 3                           | Estados Unidos | Auditorio Juan Vicéns, Ponce, Puerto Rico |  |
|                    |        | ( 17-25, 20-25, 18-25 ) Reporte |                |                                           |  |

### Grupo B
|     |                      | Partidos | Partidos | Partidos |     | Sets | Sets | Sets  | Puntos | Puntos | Puntos |
| Pos | Equipo               | PJ       | PG       | PP       | Pts | SG   | SP   | Ratio | PG     | PP     | Ratio  |
| --- | -------------------- | -------- | -------- | -------- | --- | ---- | ---- | ----- | ------ | ------ | ------ |
| 1º  | República Dominicana | 4        | 4        | 0        | 17  | 12   | 3    | 4.000 | 353    | 286    | 4.000  |
| 2º  | Argentina            | 4        | 2        | 2        | 13  | 9    | 6    | 1.500 | 325    | 314    | 1.500  |
| 3º  | Puerto Rico          | 4        | 2        | 2        | 11  | 9    | 8    | 1.400 | 270    | 252    | 1.125  |
| 4º  | México               | 4        | 2        | 2        | 8   | 6    | 8    | 0.750 | 303    | 315    | 0.965  |
| 5º  | Chile                | 4        | 0        | 4        | 1   | 1    | 12   | 0.083 | 246    | 323    | 0.761  |

| 6 de agosto 16:00 | México | 0 : 3                           | Argentina | Auditorio Juan Vicéns, Ponce, Puerto Rico |  |
|                   |        | ( 20-25, 19-25, 18-25 ) Reporte |           |                                           |  |

| 6 de agosto 20:00 | Puerto Rico | 3 : 0                           | Chile | Auditorio Juan Vicéns, Ponce, Puerto Rico |  |
|                   |             | ( 25-22, 25-17, 25-23 ) Reporte |       |                                           |  |

| 7 de agosto 18:00 | Chile | 0 : 3                           | República Dominicana | Auditorio Juan Vicéns, Ponce, Puerto Rico |  |
|                   |       | ( 23-25, 15-25, 15-25 ) Reporte |                      |                                           |  |

| 7 de agosto 20:00 | Puerto Rico | 3 : 2                                        | Argentina | Auditorio Juan Vicéns, Ponce, Puerto Rico |  |
|                   |             | ( 20-25, 25-18, 25-18, 23-25, 15-7 ) Reporte |           |                                           |  |

| 8 de agosto 18:00 | Puerto Rico | 1 : 3                                  | México | Auditorio Juan Vicéns, Ponce, Puerto Rico |  |
|                   |             | ( 25-22, 21-25, 22-25, 19-25 ) Reporte |        |                                           |  |

| 8 de agosto 20:00 | República Dominicana | 3 : 1                                  | Argentina | Auditorio Juan Vicéns, Ponce, Puerto Rico |  |
|                   |                      | ( 25-23, 25-18, 21-25, 25-16 ) Reporte |           |                                           |  |

| 9 de agosto 18:00 | Argentina | 3 : 0                           | Chile | Auditorio Juan Vicéns, Ponce, Puerto Rico |  |
|                   |           | ( 25-16, 25-19, 25-18 ) Reporte |       |                                           |  |

| 9 de agosto 20:00 | México | 0 : 3                           | República Dominicana | Auditorio Juan Vicéns, Ponce, Puerto Rico |  |
|                   |        | ( 13-25, 21-25, 17-25 ) Reporte |                      |                                           |  |

| 10 de agosto 16:00 | México | 3 : 1                                  | Chile | Auditorio Juan Vicéns, Ponce, Puerto Rico |  |
|                    |        | ( 25-15, 23-25, 25-20, 25-18 ) Reporte |       |                                           |  |

| 10 de agosto 20:00 | Puerto Rico | 2 : 3                                         | República Dominicana | Auditorio Juan Vicéns, Ponce, Puerto Rico |  |
|                    |             | ( 23-25, 13-25, 25-18, 25-23, 14-16 ) Reporte |                      |                                           |  |

## Clasificación 7.° al 10.°

### Semifinales 7.° al 10.° puesto
| 11 de agosto 14:00 | México | 3 : 0                           | Costa Rica | Auditorio Juan Vicéns, Ponce, Puerto Rico |  |
|                    |        | ( 25-23, 25-19, 25-11 ) Reporte |            |                                           |  |

| 11 de agosto 16:00 | Perú | 3 : 1                                  | Chile | Auditorio Juan Vicéns, Ponce, Puerto Rico |  |
|                    |      | ( 25-20, 16-25, 25-22, 25-16 ) Reporte |       |                                           |  |

### Partido por el 9.º puesto
| 12 de agosto 12:00 | Costa Rica | 0 - 3                          | Chile | Auditorio Juan Vicéns, Ponce, Puerto Rico |  |
|                    |            | ( 20-25, 9-25, 18-25 ) Reporte |       |                                           |  |

## Cuadro principal
|  | Cuartos de final | Cuartos de final | Cuartos de final |                      |    | Semifinales | Semifinales | Semifinales |   |  | Final | Final | Final |  |
|  |                  |                  |                  |                      |    |             |             |             |   |  |       |       |       |  |
|  |                  |                  |                  |                      |    |             |             |             |   |  |       |       |       |  |
|  | 2A               | Colombia         | 2                |                      |    |             |             |             |   |  |       |       |       |  |
|  | 2A               | Colombia         | 2                |                      |    |             |             |             |   |  |       |       |       |  |
|  | 3B               | Puerto Rico      | 3                |                      |    |             |             |             |   |  |       |       |       |  |
|  | 3B               | Puerto Rico      | 3                |                      | 3B | Puerto Rico | 3           |             |   |  |       |       |       |  |
|  |                  |                  |                  |                      | 3B | Puerto Rico | 3           |             |   |  |       |       |       |  |
|  |                  |                  | 1B               | República Dominicana | 2  |             |             |             |   |  |       |       |       |  |
|  |                  |                  | 1B               | República Dominicana | 2  |             |             |             |   |  |       |       |       |  |
|  |                  |                  |                  |                      |    |             |             |             |   |  |       |       |       |  |
|  |                  |                  |                  |                      |    |             |             |             |   |  |       |       |       |  |
|  |                  |                  |                  |                      |    |             | Puerto Rico | Puerto Rico | 2 |  |       |       |       |  |
|  |                  |                  |                  |                      |    |             |             |             | 2 |  |       |       |       |  |
|  |                  |                  | Argentina        | Argentina            | 3  |             |             |             |   |  |       |       |       |  |
|  | 2B               | Argentina        | Argentina        | Argentina            | 3  | 3           |             |             |   |  |       |       |       |  |
|  | 2B               | Argentina        |                  |                      |    |             |             |             |   |  |       |       |       |  |
|  | 3A               | Canadá           | 1                |                      |    |             |             |             |   |  |       |       |       |  |
|  | 3A               | Canadá           | 1                |                      | 2B | Argentina   | 3           |             |   |  |       |       |       |  |
|  |                  |                  |                  |                      | 2B | Argentina   | 3           |             |   |  |       |       |       |  |
|  |                  |                  | 1A               | Estados Unidos       | 1  |             |             |             |   |  |       |       |       |  |
|  |                  |                  | 1A               | Estados Unidos       | 1  |             |             |             |   |  |       |       |       |  |
|  |                  |                  |                  |                      |    |             |             |             |   |  |       |       |       |  |
|  |                  |                  |                  |                      |    |             |             |             |   |  |       |       |       |  |
|  |                  |                  |                  |                      |    |             |             |             |   |  |       |       |       |  |
|  |                  |                  |                  |                      |    |             |             |             |   |  |       |       |       |  |

### Cuartos de final
| 11 de agosto 18:00 | Colombia | 2 : 3                                         | Puerto Rico | Auditorio Juan Vicéns, Ponce, Puerto Rico |  |
|                    |          | ( 20-25, 25-17, 25-20, 20-25, 11-15 ) Reporte |             |                                           |  |

| 11 de agosto 20:00 | Argentina | 3 : 1                                  | Canadá | Auditorio Juan Vicéns, Ponce, Puerto Rico |  |
|                    |           | ( 25-21, 25-20, 23-25, 25-12 ) Reporte |        |                                           |  |

### Partidos por el 5.º al 8.º puesto
| 12 de agosto 14:00 | México | 0 - 3                           | Colombia | Auditorio Juan Vicéns, Ponce, Puerto Rico |  |
|                    |        | ( 17-25, 16-25, 22-25 ) Reporte |          |                                           |  |

| 12 de agosto 16:00 | Perú | 3 - 0                           | Canadá | Auditorio Juan Vicéns, Ponce, Puerto Rico |  |
|                    |      | ( 25-20, 25-22, 25-21 ) Reporte |        |                                           |  |

### Partido por el 7.º puesto
| 13 de agosto 12:00 | México | 3 - 1                                  | Canadá | Auditorio Juan Vicéns, Ponce, Puerto Rico |  |
|                    |        | ( 25-13, 21-25, 25-20, 25-23 ) Reporte |        |                                           |  |

### Partido por el 5.º puesto
| 13 de agosto 14:00 | Colombia | 3 - 2                                        | Perú | Auditorio Juan Vicéns, Ponce, Puerto Rico |  |
|                    |          | ( 22-25, 25-23, 19-25, 25-23, 15-7 ) Reporte |      |                                           |  |

### Semifinales
| 12 de agosto 18:00 | Estados Unidos | 1 : 3                                  | Argentina | Auditorio Juan Vicéns, Ponce, Puerto Rico |  |
|                    |                | ( 26-24, 23-25, 20-25, 25-27 ) Reporte |           |                                           |  |

| 12 de agosto 20:00 | República Dominicana | 2 : 3                                        | Puerto Rico | Auditorio Juan Vicéns, Ponce, Puerto Rico |  |
|                    |                      | ( 18-25, 25-21, 25-20, 22-25, 7-15 ) Reporte |             |                                           |  |

### Partido por el 3.º puesto
| 13 de agosto 16:00 | Estados Unidos | 3 : 1                                  | República Dominicana | Auditorio Juan Vicéns, Ponce, Puerto Rico |  |
|                    |                | ( 25-22, 25-20, 21-25, 27-25 ) Reporte |                      |                                           |  |

### Final
| 13 de agosto 18:00 | Puerto Rico | 2 : 3                                       | Argentina | Auditorio Juan Vicéns, Ponce, Puerto Rico |  |
|                    |             | ( 25-17, 25-22, 23-25, 19-25,15-6 ) Reporte |           |                                           |  |

## Clasificación general
| Pos.              | Equipo               |
| ----------------- | -------------------- |
| Medalla de oro    | Argentina            |
| Medalla de plata  | Puerto Rico          |
| Medalla de bronce | Estados Unidos       |
| 4                 | República Dominicana |
| 5                 | Colombia             |
| 6                 | Perú                 |
| 7                 | México               |
| 8                 | Canadá               |
| 9                 | Chile                |
| 10                | Costa Rica           |

| Argentina Campeón 1.º título |
| Plantel |
| Victoria Mayer, Tatiana Vera, Bianca Cugno, Erika Mercado, Yamila Nizetich, Daniela Bulaich, Candelaria Herrera, Bianca Farriol, Brenda Graff, Agostina Pelozo, Tatiana Rizzo, Antonela Fortuna, Candela Salinas, Eugenia Nosach. |
| Entrenador |
| Daniel Castellani |